# Суспільне Рівне
«Суспільне Рівне» (Філія АТ «НСТУ» «Рівненська регіональна дирекція») — українська регіональна суспільна телерадіокомпанія, філія Національної суспільної телерадіокомпанії України, до якої входять однойменний телеканал, радіоканал «Українське радіо Рівне» та діджитал-платформи, які мовлять на території Рівненської області.

## Історія
Телеканал розпочав мовлення 8 січня 1995 року, хоча мав почати 7 січня. Але через технічні проблеми, мовлення почали лише наступного дня, розповів в інтерв'ю 2015 року Петро Грицинюк, заступник голови Рівненського облтелерадіокомітету у 1987-1992 роках. Перша програма про різдвяні традиції Полісся та день народження місцевого радіо йшла 3 години. Першою дикторкою телеканалу стала Руслана Хоменюк.
1 грудня 2005 року "РДТ" почав цілодобово мовити з передавача Рівненської телевежі на 59 ТВК за ліцензією Національної ради України з питань телебачення та радіомовлення за 2004 рік. Але, зі слів Федора Наконечного, директор Харківського облтелерадіокомітету у 1985-1997 роках, сигнал цього каналу не дотягував до півночі області.
У 2005 році Рівненська ОДТРК, завдяки кредиту від уряду Японії, отримала обладнання, яке коштує 3,5 мільйони гривень. Це аудіо та відеомікшери, монітори, відеокамери та обладнання для видачі у ефір та монтажу програм. Також, за власні кошти, зароблені, зокрема, від реклами, було закуплено суфлери та системи холодного світла і підготовлено студію. Таким чином, кількість апаратно-студійних комплексів збільшилась до двох, разом з центральною апаратною видачі в ефір. Крім того, Рівненська ОДТРК створила комп'ютерну мережу, комп'ютеризувало виробничий процес, встановило "Фабрику новин" (виробництво новин), зробило ремонти у приміщеннях, облаштували радійний і телевізійний ньюзруми, модернізували видачу у ефір радіостанцій, придбало автомобіль для служби новин .
27 червня 2007 Національна рада України з питань телебачення та радіомовлення видала Рівненській ОДТРК ліцензію на мовлення на 30 ТВК, а 1 вересня того ж року, почали мовити на цьому ТВК з Дубровиці, тож покриття телеканалу "РТБ" збільшилося з 65 до 78%.
2007 року канал змінив назву з "РДТ" на "РТБ", а слова "Все, що можна відзняти і озвучити" стали його слоганом, який використовувався до 2010 року. З 2010 по 2015 рік слоганом був вислів "Телебачення твого краю".
З 2016 року «Рівненська регіональна дирекція» є філією Національної телерадіокомпанії України (НТКУ), а з 2017 року є філією Національної суспільної телерадіокомпанії України (ПАТ "НСТУ").
16 лютого 2018 року, філія отримала назву «UA: Рівне» , а 2 квітня телеканал філії вийшов у ефір з новим логотипом, приблизно, відтоді, з'явився новий слоган "Твій найближчий мовник". 
31 серпня 2018 року, телеканал розпочав мовлення в 16:9.
18 березня 2020 року, філія частково пішла на карантин, частину працівників було переведено на дистанційну роботу, також було припинено випуск ранкового шоу, замість нього у ефірі транслювали дайджести (нарізки з минулих випусків), а ранкові новини записували ввечері минулого дня, також з'явилася рубрика-міжпрограмка "Без коментарів", де розказувалося про стан ситуації з коронавірусною інфекцією та з її боротьбою на Рівненщині, також згодом у новинах з'явилася "Рубрика позитиву", де один з ведучих ранкового шоу Максим Коломис розказував про "Життя талановитих людей Рівного під час карантину". Радіо також скоротило обсяг мовлення, спочатку припинивши випуск ранкового слоту, а у слоті о 12:10 виходили тільки новини, рекламні блоки та попередження про коронавірус та поради, як вберегтися від нього, інші слоти лишалися майже без змін, єдине — окрім вищезгаданих попереджень про коронавірус та як від нього вберегтися, з ефіру зникли анонси. Згодом, лишилося, лише два повноцінних слоти о 17:10 (Тема дня. Рівне та Новини), та 20:10 (Новини, повтор проєктів, записаних до карантину).
12 травня 2020 року, філія перейшла на повний карантин, а під логотипом телеканалу транслювався ефір UA: Київ, але зі слів т.в.о. лінійного продюсера Сергія Татаренко,у коментарі до допису у соціальній мережі Фейсбук з 11:00 та до 23:00, у ефірі каналу з'являвся рухомий рядок з заголовками свіжих місцевих новин з сайту suspilne.media [Архівовано 18 червня 2020 у Wayback Machine.]. Випуск новин, проєкту "Тема дня. Рівне" та рубрики-міжпрограмки "Без коментарів" було припинено. На радіо припинили виходити новини та проєкт "Тема дня. Рівне", тому у слоті о 17:10 залишилися лише попередження про коронавірус та поради як вберегтися від нього (на початку і наприкінці його), та два рекламних блоки (між ними вищезгадане попередження та/або джингл), слот о 20:10 лишився без змін, єдине замість новин ставили музичні твори. 25 травня 2020 року у етер телеканалу повернулися новини (випуски о 13:30 та о 19:00, пізніше о 17:00), на радіо повернулися випуски у слотах о 17:10 та о 20:10. 1 червня у ефір телеканалу та радіо повернувся проєкт "Тема дня. Рівне". 3 серпня у ефір радіо повернувся слот о 12:10, станом на 6 вересня, ранковий слот планували повернути найближчим часом, але так цього і не зробили.
15 липня 2020 року, перенесли час мовлення на годину назад та став мовити з 06:00 по 22:00, а у ефірі телеканалу став виходити міжрегіональний "Ранок на "Суспільному".
З 16 липня 2020 року, канал став частково ретранслювати єдиний ефір з Києва, перериваючи його на місцеві програми. Іноді канал мовить автономно.
З 1 вересня 2020 року, канал закінчує мовлення о 23:00.
З 7 вересня 2020 року, з ефіру радіо зник слот о 20:10.
9 листопада 2020, філія знову перейшла на дистанційну роботу. В цей раз - частково, в зв'язку з цим вихід телевізійних новин та проєкту "Сьогодні. Головне" було призупинено. UA: Українське радіо. Рівне,  працювало у штатному режимі.
11 січня 2021 року телеканал відновив цілодобове мовлення.
23 травня 2022 року в зв'язку з оновленням дизайн-системи брендів НСТУ телерадіокомпанія змінила назву на «Суспільне Рівне».
З 20 листопада по 18 грудня 2022 року телеканал філії транслював Чемпіонат світу з футболу 2022.

## Телебачення
«Суспільне Рівне» — український регіональний суспільний телеканал, який мовить на території Рівненської області.
За весь час телеканал мовив під логотипами «РДТ» (з 8 січня 1995 по 2005? рік), «РТБ» (з 2005? по 2018 рік), «UA: Рівне» (з 2 квітня 2018 по 22 травня 2022) та «Суспільне Рівне» (з 24 травня 2022 року).

### Наповнення етеру
Етерне наповнення мовника — інформаційні, соціально-публіцистичні та культурно-мистецькі програми виробництва творчих об'єднань НСТУ та «Суспільне Рівне».

#### Програми
- «Суспільне. Студія»
- «Суспільне Новини»
- «Суспільне Спорт»
- «Тиждень. Рівне»

##### Архівні програми («UA: Рівне»)
| | Виборчий округ [Архівовано 29 грудня 2018 у Wayback Machine.]    | Проєкт спершу виходив у п'ятницю о 19:45, потім нерегулярно                                                            | Проєкт спершу виходив у п'ятницю о 19:45, потім нерегулярно                                                            |
| Був в ефірі з 2 листопада 2018 року. «Виборчий округ» — інтерв'ю з народними депутатами від Рівненщини, із запитаннями експертів та виборців. |                                                                  | | |
| | Суботня Тема [Архівовано 29 грудня 2018 у Wayback Machine.]      | Проєкт виходив у суботу о 19:30                                                                                        | Проєкт виходив у суботу о 19:30                                                                                        |
| Був в ефірі з 6 січня 2018 року по 28 грудня 2019 року. «Суботня Тема» — культурно-просвітницька програма у форматі інтерв'ю з діячами культури та мистецтва. 28 грудня 2019 року, на початку програми ведуча повідомила про закриття проєкту за рішенням Центральної дирекції ПАТ "НСТУ". |                                                                  | | |
| | Населена Земля [Архівовано 3 березня 2022 у Wayback Machine.]    | Проєкт виходив у п'ятницю о 18:30.                                                                                     | Проєкт виходив у п'ятницю о 18:30.                                                                                     |
| Був в ефірі з 22 грудня 2019 року по 8 березня 2020 року. Станом на червень 2020 року, час від часу проєкт транслюють у повторі. «Населена земля» — Тревел реаліті-шоу про Рівненщину, станом на червень 2020 єдиний проєкт Рівненської філії ПАТ "НСТУ", який переміг на пітчингу проєктів. Всього було відзнято 12 випусків. |                                                                  | | |
| | Звіти. Наживо [Архівовано 29 грудня 2018 у Wayback Machine.]     | Востаннє проєкт виходив у передостанній четвер місяця о 19:20                                                          | Востаннє проєкт виходив у передостанній четвер місяця о 19:20                                                          |
| Був в ефірі з 25 березня 2018 року. У новому сезоні з 28 лютого 2019 року. «Звіти. Наживо» — звіти посадовців та чиновників у прямому ефірі щомісяця. Останній випуск вийшов 27 лютого 2020 року. В зв'язку з початком карантину на філії, з березня проєкт призупинив вихід. |                                                                  | | |
| | Добрий Ранок! [Архівовано 29 грудня 2018 у Wayback Machine.]     | Проєкт виходив: - У будні о 7:00-9:00 (з перервами на новини) - У суботу о 8:00-9:35 - У неділю (дайджест) о 8:30-9:35 | Проєкт виходив: - У будні о 7:00-9:00 (з перервами на новини) - У суботу о 8:00-9:35 - У неділю (дайджест) о 8:30-9:35 |
| Був в ефірі з 3 січня 2018 року по 17 березня 2020 року. «Добрий Ранок!» — щоденне прямоефірне розважально-просвітницьке ранкове шоу з рубриками та гостями. Через пандемію COVID-19, з 18 березня 2020 року за рішенням Центральної дирекції ПАТ "НСТУ" було припинено вихід проєкту, шоу стали транслювати у формати дайджестів, а всіх працівників було переведено на дистанційну роботу або відправлено на відпустку "у простій". 20 березня 2020 року на YouTube каналі UA: Рівне, був викладений проморолик, що "ранок йде на карантин, але скоро повернеться". До 11 травня 2020 року в ефірі каналу продовжували виходити дайджести. |                                                                  | | |
| | Тема дня. Рівне [Архівовано 29 грудня 2018 у Wayback Machine.]   | Проєкт виходив з понеділка по п'ятницю о 19:25                                                                         | Проєкт виходив з понеділка по п'ятницю о 19:25                                                                         |
| Був в ефірі з 2 квітня 2018 року по 18 вересня 2020 року «Тема дня. Рівне» — щоденне (у будні) прямоефірне ток-шоу про головну подію дня на Рівненщині, у форматі інтерв'ю з відповідальними чиновниками або експертами. В зв'язку з запуском нового проєкту "Сьогодні. Головне", вихід програми "Тема дня. Рівне" було припинено, останній випуск якої вийшов 18 вересня 2020 року. |                                                                  | | |
| | Сьогодні. Головне [Архівовано 24 жовтня 2020 у Wayback Machine.] | З понеділка по п'ятницю о 19:00, з початку березня по 20 травня виходили о 18:00                                       | З понеділка по п'ятницю о 19:00, з початку березня по 20 травня виходили о 18:00                                       |
| Був в ефірі з 21 вересня 2020 року по 20 травня 2022 року «Сьогодні. Головне» — щоденна (у будні) у прямому ефірі, інформаційно-аналітична програма з підсумковим випуском новин та аналізом головних подій дня. |                                                                  | | |

##### Архівні програми («РТБ»)
- «Тиждень» (1995 (?)-1998 (?))
- «Сільські обрії» (точно виходила у 2005 році)
- «Вертикаль» (програма точно виходила у 2007 році)
- «Момент істини» (2007 (?)-2009 (?))
- «Знайди Мене» (2009)
- «Фестивальний подіум» (2009)
- «Абетка ремесл» (2007 (?)-2009 (?))
- «Пізнай Світ» (2007) (?)-2009 (?))
- «Нотатки з Грядки» (2007 (?)- 2009 (?))
- «Сімейна кухня З Анатолієм Лук'янчуком» (2009-2010)
- «В межах Рівного» (2009-2010)
- «Сімейні старти» (2009-2010)
- «Формула Щастя» (2010-2011)
- «На межі можливого» (2007 (?)-2011)
- «Моя родина Україна» (2007 (?)-2011)
- «А ми відпочиваємо» (2007 (?)-2011)
- «Zona Конфлікту» (2007 (?)-2011)
- «День у музеї» (2007 (?)-2011)
- «Юна зірка» (2007 (?)-2012)
- «Акваріум» (2009 (?)-2012 64 випуски)
- «У пошуках легенд» (2007 (?)-2012)
- «Один на Один. Реформи» (2012)
- «Група ризику» (2012-2013)
- «Квест-Шоу» (2012-2013)
- «ТінеджПростір» (2012-2013)
- «День. Підсумки» (2009-2013)
- «По суті» (2011-2013)
- «Музична кухня» (2013-2014)
- «Хто Крайній?» (2013-2014)
- «Економічний інтерес» (2008-2014)
- «Будні ОСББ» (2014)
- «Світ О Світ» (2009(?)-2014)
- «Мандри» (2009-2014(?))
- «Лісовими стежками» (2011 (?)-2014)
- «Рівненщина Творча» (2012-2015)
- «Професіонали» (2014-2015)
- «Своє Українське» (2015)
- «З перших вуст» (2009 (?)-2016)
- «Діяльність депутатська» (2011-2016)
- «Погорина» (2010 (?)-2017)
- «Піщані історії» (2015?-2017)
- «Природа творення» (2017)
- «Обличчя України» (2017)
- «Економіка.RV» (30.08.2017 та 3.11.2017 (Пілотний проєкт)
- «Ноосфера» (6.11.2017-18.12.2017)
- «7 хвилин з Андрієм Матвійчуком» (7.04.2017-24.12.2017, 35 випусків)
- «Обличчя України» (2017)
- «Таке життя» (2014-21.12.2017)
- «Надобраніч, казка» (2014(?)-27.09.2017)
- «Невгамовні дослідники» (2014-22.12.2017)
- «Вхід у храм» (2014-2.10.2017)
- «Музичний Калейдоскоп» (2016-2017)
- «Так було» (2007-26.12.2017)
- «Перехрестя правди» (??.12.2007-26.12.2017)
- «Штрихи з натури» (2007 (?)-30.11.2017)
- «Один на один» (2007(?)-29.12.2017)
- «Громадська приймальня» (2009(?)-20.12.2017)
- «Будьмо здорові» (2007(?)-2017)
- «Без права на забуття» (2007 (?)-27.12.2017)
- «Азбука смаку» (21.01.2009-22.12.2017)
- «Молодіжний Прорив» (2011 (?)-2017)
- «Телевісник Служби Зайнятості» (2011 (?)-18.12.2017)
- «Почерк долі» (2008 (?)-29.12.2017)
- «Європейський дім» (2011 (?)-12.12.2017)
- «Телевізійна Кримінальна служба» (1995 (?)-2017)
- «Телеспорт» (2009-22.12.2017)
- «ЕкоТур» (201?-2017)
- «Хітова вежа» (Щотижня. 2007-26.12.2017)
- «Герої серед нас» (2015-2.01.2018)
- «Тема дня» (05.01.2018-30.03.2018)
- «Інформаційна програма «ДЕНЬ» (??.01.1995-1.04.2018)
- «Погода» (??.01.1995-05.2018)

До кінця 2017 року телеканал транслював у запису матчі «Кардинал-Рівне» в чемпіонаті України з футзалу.

### Мовлення
Передача цифрового мовлення телеканалу відбувається в мультиплексі MX-5 (DVB-T2) у форматі 1080i 16:9. Трансляція мовника також доступна на сайті «Суспільне Рівне» в розділі «Онлайн».

### Час мовлення
- з 1995 до 2005? року - до 2 годин на добу;
- з 2005? до 14 січня 2018 року - цілодобово;
- з 15 січня 2018 року до 31 грудня 2018 року - 10,5 годин на добу (з 7:00 до 10:00 та з 13:30 до 21:00);
- з 1 січня 2019 року по 14 липня 2020 року - 16 годин на добу (з 7:00 до 23:00);
- з 15 липня 2020 року по 31 серпня 2020 року - 16 годин на добу (з 6:00 до 22:00);
- з 1 вересня 2020 року до 10 січня 2021 року - 17 годин на добу (з 6:00 до 23:00);
- з 11 січня 2021 року - цілодобово

## Радіо
У Рівненській області НСТУ мовить на радіоканалі «Українське радіо Рівне».

### Наповнення етеру

#### Програми
- «Дослівно»
- «Тема дня»
- «Новини»

### Мовлення
- Дубровиця — 106,6 МГц
- Зарічне — 103,8 МГц
- Копань — 102,9 МГц
- Корець — 107,2 МГц
- Кургани — 104,0 МГц
- Рівне — 87,8 МГц

## Діджитал
У діджиталі телерадіокомпанія «Суспільне Рівне» представлена вебсайтом та сторінками у Facebook, Instagram, YouTube та Telegram. Крім того, на сайті «Суспільне Новини» є розділ про новини Рівненщини.
Станом на лютий 2023 року сумарна авдиторія «Суспільне Рівне» в соцмережах налічує понад 210 тисяч підписників.

## Логотипи
Телерадіокомпанія змінила 2 логотипи. Нинішній — 3-й за рахунком.
| Логотип | Опис                                            |
| ------- | ----------------------------------------------- |
|         | Логотип з 2007 року до 15 лютого 2018 року      |
|         | Логотип з 16 лютого 2018 до 22 травня 2022 року |
|         | Логотип з 23 травня 2022 року дотепер           |

### Хронологія назв
| Дата      | Назва             |
| --------- | ----------------- |
| 2005—2007 | «РДТ»             |
| 2007—2018 | «РТБ»             |
| 2018—2022 | «UA: Рівне»       |
| з 2022    | «Суспільне Рівне» |